# Земляной вал

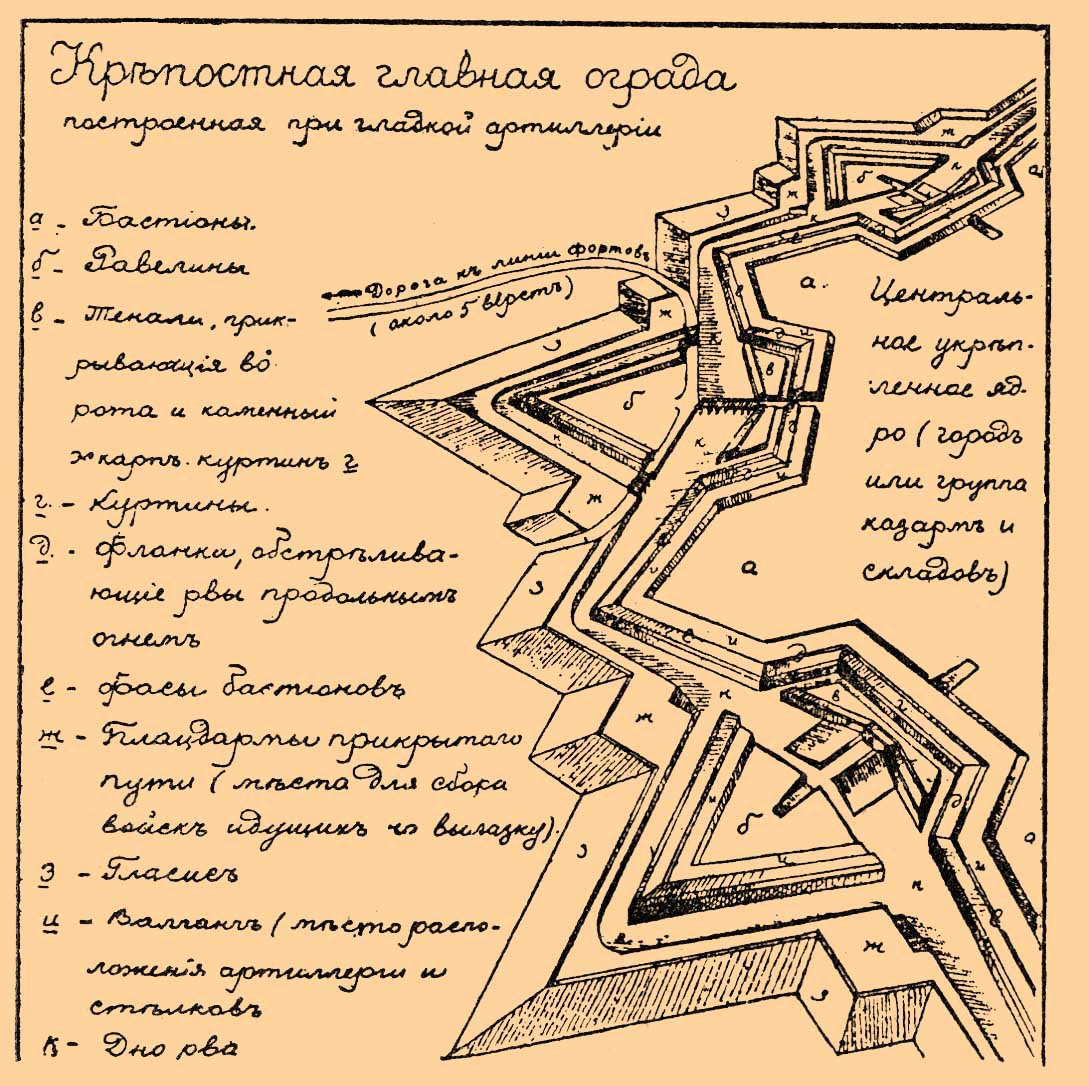

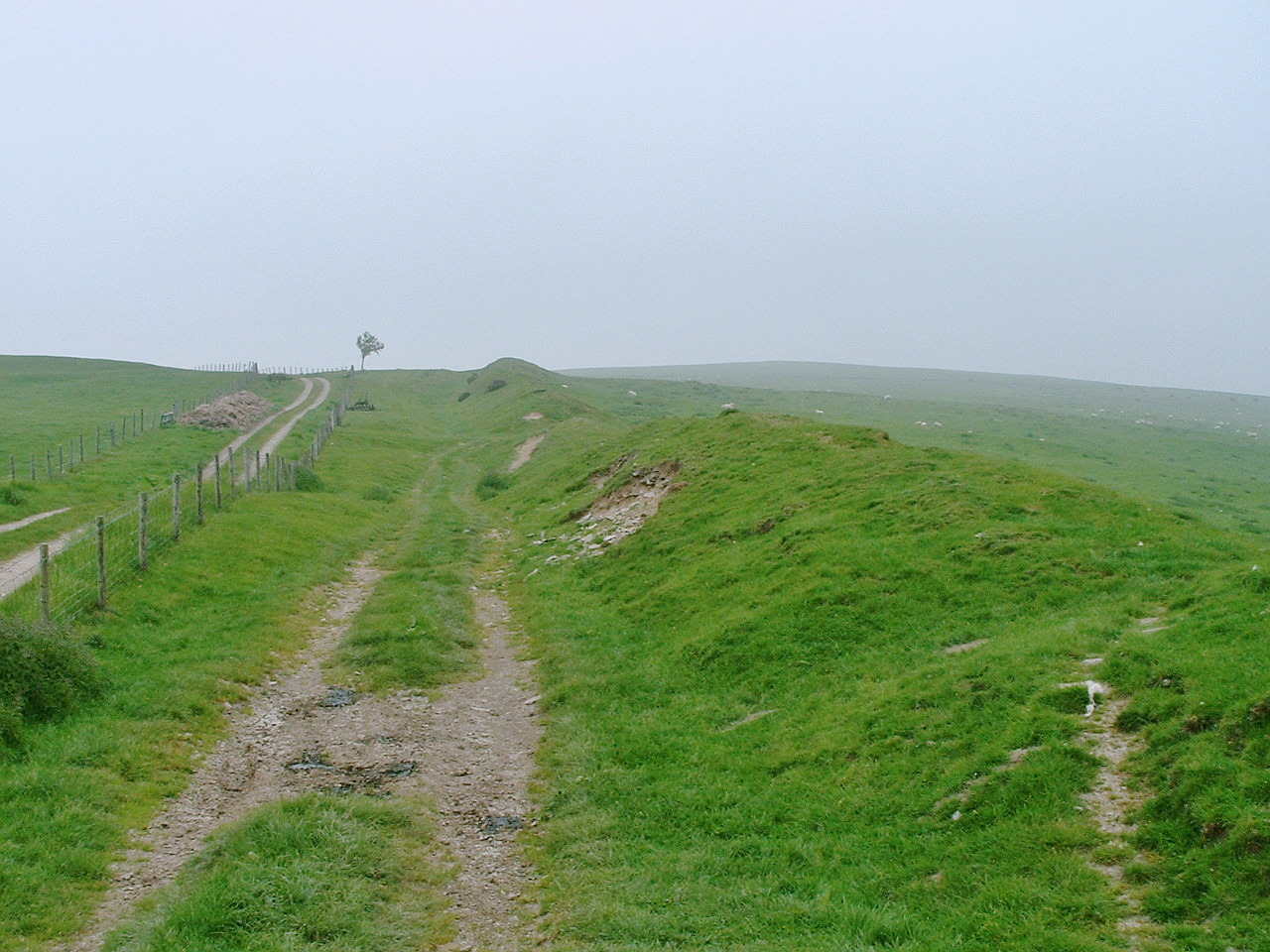
Часть вала Оффы

Вал — земляная (грунтовая) насыпь, ограда, используемая как укрепление (фортификационное сооружение), часть сторожевой линии.

## Назначение
Вал, как земляная насыпь грядой или гребнем, может служить для укрепления и защиты места от неприятеля, от воды, оградой. Земляную ограду, то есть вал, обозначал древний русский термин — осыпь. В военном деле, на валу или земляной насыпи, располагали боевую позицию для войск и артиллерии укреплённого пункта, и он прикрывал ближайшую часть внутренности укрепления или внутренность крепости (собственно военную улицу) от прицельных выстрелов и взоров с поля. Также, например, вал используется в гидротехнике в качестве дамбы и при обваловании для защиты берегов от наводнений.

## Состав
Вал состоит из:
- подошвы;
- гребня;
- внутренней и наружной крутости;
- обо́чин, иногда одетых дёрном или камнем[1].

Обычно вдоль вала, снаружи от него, бывает ров, из которого и взята земля для него. В военном деле вал, назначаемый под главную оборонительную позицию, называется главным, в отличие от валов вспомогательных построек.

## Этимология
Этимологически слово «вал» происходит от глагола «валить, наваливать (землю)».
Фасмер возводит слово «вал» к лат. «vallum» (лагерный вал, частокол) и считает, что из этого латинского слова также вышли и схожие по написанию или звучанию слова ряда европейских языков. Правда, по его мнению, в ряде случаев слова различны по значению (например, англ. wall — стена, нем. welle — волна, хорв. val — волна).

## Примеры
Ниже приведены примеры именных валов (не всех):
- Адрианов вал[8];
- Вал Антонина;
- Вал Атанариха;
- Оффы вал[9];
- Земляной вал в Москве;
- Змиевы валы;
- Камер-Коллежский вал;
- Перекопский вал;
- Татарский вал;
- Траянов вал[10][11];
- Усманский земляной вал;
- и другие.